# Three (film, 2016)
Pour les articles homonymes, voir Three.
Pour plus de détails, voir Fiche technique et Distribution.
Three (三人行, San ren xing) est un film d'action sino-hongkongais co-produit et réalisé par Johnnie To et sorti en 2016 à Hong Kong. Il est le film de clôture du Festival du film de Taipei le 10 juillet 2016.

## Synopsis
Le criminel Shun (Wallace Chung) est blessé à la tête par un policier lors d'un interrogatoire et emmené à l'hôpital. Dans l'établissement, il revendique son droit de refuser une intervention chirurgicale pour retirer la balle dans sa tête afin d'attendre que ses hommes viennent le sauver. L'inspecteur (Louis Koo) en charge voit clair dans le plan de Shun mais décide de jouer le jeu afin de capturer la bande entière une fois pour toutes.

## Fiche technique
- Titre original : 三人行
- Titre international : Three
- Réalisation : Johnnie To
- Scénario : Yau Nai-hoi, Lau Ho-leung et Mak Tin-shu
- Photographie : Cheng Siu-Keung
- Montage : David Richardson
- Musique : Xavier Jamaux
- Production : Johnnie To et Yau Nai-hoi
- Société de production : Media Asia Films, iQiyi Motion Pictures, Impact Media Company, Beijing Baidu Netcom Science Technology, Shanghai Gewa Business Information Consulting, Wuxi Soulpower Culture Media, Media Asia Distributions (Pékin), China Film Media Asia Video Distribution et Milkyway Image
- Société de distribution : Media Asia Distributions, Media Asia Film Distribution (Pékin) (Chine) et Iqiyi Pictures (Chine)[1]
- Pays d'origine :  Chine et  Hong Kong
- Langue originale : cantonais
- Format : couleur
- Genre : action
- Durée : 88 minutes
- Dates de sortie :
  -  Chine : 24 juin 2016
  -  Hong Kong,  Malaisie et  Singapour: 30 juin 2016
  -  Viêt Nam : 15 juillet 2016
  -  Taïwan : 22 juillet 2016
  -  Italie et  Japon : 7 janvier 2017

## Distribution
- Zhao Wei : Dr. Tong Qian
- Louis Koo : Ken
- Wallace Chung : Shun
- Lo Hoi-pang : Chung
- Cheung Siu-fai : Dr. Fok
- Lam Suet : le gros
- Mimi Kung : une infirmière
- Timmy Hung (en) : Chak
- Michael Tse : un gangster
- Raymond Wong (en) : un gangster
- Jonathan Wong (en) : Hung
- Stephen Au (en) : Tong
- Mickey Chu (crédité sous le nom de Chu Kin-kwan) : Dr Steven Chow
- Cheung Kwok-keung : Mr Ng
- Helen Tam (en) (créditée sous le nom de Tam Yuk-ying) : Mme Ng
- Luvin Ho (crédité sous le nom de Ching Wai) : Ho
- Sire Ma (en) : un journaliste
- Zhang Yaodong (en) (crédité sous le nom de Teoh Yeow Tong) : un étudiant en neurochirurgie

## Production
La production du film débute à Canton en mars 2015 et se termine le 24 juillet de la même année. Le film est principalement tourné dans un hôpital construit par l'équipe des décors.

## Accueil
Le film totalise 100,41 millions de yuans de recettes en Chine. Sur le site Rotten Tomatoes, il obtient une note de 91% sur la base de 23 critiques. Metacritic rapporte une note de 71 sur 100 basée sur 10 critiques, indiquant « des critiques généralement favorables ».

## Prix et nominations
| Prix                                                                                 | Catégorie                     | Nomination                 | Résultat   |
| ------------------------------------------------------------------------------------ | ----------------------------- | -------------------------- | ---------- |
| 53e cérémonie des Golden Horse Awards                                                | Meilleur réalisateur          | Johnnie To                 | Nomination |
| 53e cérémonie des Golden Horse Awards                                                | Meilleure bande originale     | Xavier Jamaux              | Nomination |
| 19e Festival international du film de Shanghai China Movie Channel Media Awards (en) | Meilleur acteur               | Wallace Chung              | Lauréat    |
| 8e Big Ben Awards - Golden Unicorn Award                                             | Meilleure actrice             | Zhao Wei                   | Lauréat    |
| 12e cérémonie des Asian Film Awards                                                  | Meilleur compositeur          | Xavier Jamaux              | Nomination |
| 36e cérémonie des Hong Kong Film Awards                                              | Meilleur réalisateur          | Johnnie To                 | Nomination |
| 36e cérémonie des Hong Kong Film Awards                                              | Meilleure photographie        | Cheng Siu-Keung To Hung-mo | Nomination |
| 13e festival du film étudiant de Canton                                              | Réalisateur le plus populaire | Johnnie To                 | Lauréat    |
| 13e festival du film étudiant de Canton                                              | Acteur le plus populaire      | Wallace Chung              | Lauréat    |